# Classe L (sous-marin britannique)
Pour les articles homonymes, voir classe L (sous-marin).
La classe L est une classe de petits sous-marins construite par la Royal Navy pendant la Première Guerre mondiale.

## Construction
Les différentes unités furent réalisées sur les chantiers :
- Vickers de Barrow-in-Furness,
- William Beardmore and Company de Dalmuir,
- Fairfield de Glasgow,
- Swan Hunter de Wallsend,
- Chantiers navals Scotts de Greenock,
- Cammell Laird de Birkenhead,
- William Denny & Br. de Dumbarton,
- Armstrong Whitworth de Newcastle upon Tyne.

## Conception
Elle était initialement prévue dans le cadre du programme d'urgence de guerre comme une version améliorée de la classe E. Les premières unités furent équipées de tubes lance-torpilles de 18 pouces (457 mm) et les autres bénéficièrent de l'introduction progressive des tubes de 21 pouces (533 mm). Le Groupe 3 put être équipé de deux canons de 4 pouces (101 mm), en avant et arrière du kiosque qui fut allongé. Des unités du Groupe 2, configurées en mouilleur de mines, transportaient 16 mines.

## Service
La classe L arriva trop tard pour contribuer de façon significative à la Première Guerre mondiale. Elle servit dans les années 1920 et la majorité des unités furent démolies dans les années 1930. Trois unités restèrent opérationnelles durant la Seconde Guerre mondiale, les HMS L23, HMS L26 et HMS L27, en tant que navire-école. Elles furent démolies en 1946.

## Les sous-marins de classe L
- Groupe 1 (Classe L1) :
  - HMS L1, HMS L2, HMS L3, HMS L4, HMS L5, HMS L6, HMS L7 et HMS L8
- Groupe 2 (Classe L9) :
  - HMS L9, HMS L10, ... à HMS L27, HMS L33
  - HMS 28 à HMS 32 et HMS 34 à HMS 51 (non terminés)
- Groupe 3 (Classe L50) :
  - HMS L52, HMS L53, HMS L54, HMS L55, HMS L56, HMS L69 et HMS L71
  - HMS L57 à HMS L68, HMS L70, HMS L72 à HMS L74 (non réalisés)